# サンアンジェロ (テキサス州)
サンアンジェロ（英: San Angelo、[sæn ˈændʒəloʊ]）は、アメリカ合衆国テキサス州の都市。トムグリーン郡の郡庁所在地である。人口は9万9893人（2020年）。サンアンジェロ都市圏の中核である。市内にはアンジェロ州立大学、歴史あるコンチョ砦、グッドフェロー空軍基地がある。
サンアンジェロのニックネームには、「アンジェロ」、「川の都市」、「コンチョ都市」、「コンチョの真珠」、西テキサスのオアシス」などがある。

## 歴史
サンアンジェロとなった地域にヨーロッパ人が入ってくる以前、ジュマノ族インディアンが住んでいた。その数千年前から先住民族の様々な文化が引き継がれて来ていた。1632年、スペインの後押しでフランシスコ会の伝道所が作られ、インディアンへの布教を行ったが、短命に終わった。この宣教師団はフアン・デ・サラスとフアン・デ・オルテガが率いており、オルテガが6か月間滞在した。1650年にはカスティリョ・マルタン遠征隊、1654年にはディエゴ・デ・グアダラハラ遠征隊が入ってきた。
現在のサンアンジェロ市は、アメリカ合衆国がフロンティアを敵対者の脅威から守るために構築した一連の砦の1つであるコンチョ砦を建設した1867年に、ヨーロッパ系アメリカ人が設立した。この砦には騎兵、歩兵が入り、またインディアンによって名付けられたアフリカ系アメリカ人で構成された騎兵連隊ブラック・カルバリー、別名バッファロー・ソルジャーズが入った。
開拓者のバーソロミュー・J・デウィットが砦の外、コンチョ川の南北支流が合流するところにサンタアンジェラの村を設立した。デウィットはこの村を妻のカロライナ・アンジェラに因んで名付けた。その名称がその後サンアンジェラに変えられた。さらに1883年、アメリカ合衆国郵便公社がこの名前はスペイン語の文法で間違いだと主張し、サンアンジェロに変えられた。この町は地域の農夫や開拓者の交易中心となり、またブロテル、酒場、賭博場ができて無法者の町になった。
サンアンジェロはトムグリーン郡の郡庁所在地に指定された後、1880年代に急速に成長した。これには新しく建設された鉄道の沿線にあったことも貢献した。地域交通の中心になった。1888年にサンタフェ鉄道が開通し、1909年にはカンザスシティ・メキシコ・アンド・オリエント鉄道が開通した。1900年初期に国内で肺結核が流行し、多くの患者がサンアンジェロに移ってきた。当時の医者は、乾燥し暖かい気候の場所で療養することを推奨できるだけだった。結核患者は治療のためにサンアンジェロに来た。
1928年、市は地域初の高等教育機関であるサンアンジェロ・カレッジを設立した。テキサス州議会からは、後にテキサス工科大学となるものの立地に選ばれなかった。初の市立大学であるサンアンジェロ・カレッジは後にアンジェロ州立大学になった。第二次世界大戦のとき、グッドフェロー空軍基地が設立され、操縦士の訓練を行った。1900年代、地域で大量の石油が発見され、その石油ブームで市は飛躍的に発展し、石油・ガス産業の中心地になった。
サンアンジェロ独立教育学区は1955年に自発的に人種統合を果たし、テキサス州では最初期の統合となった。

## 地理

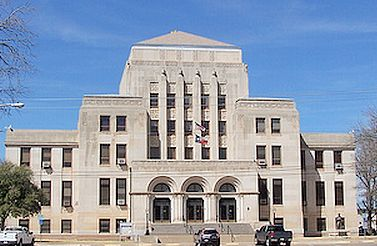
サンアンジェロ市役所

サンアンジェロは北緯31度27分11秒 西経100度27分9秒 / 北緯31.45306度 西経100.45250度 (31.453113, −100.452502)に位置している。
アメリカ合衆国国勢調査局に拠れば、市域全面積は58.2平方マイル (150.9 km2)であり、このうち陸地55.9平方マイル (144.8 km2)、水域は2.3平方マイル (6.1 km2)で水域率は4.03%である。
サンアンジェロはエドワーズ抗原の南西端、チフアフアン砂漠の北東端、コンチョ川の南北支流が合流する所にある。市内にはビューツ貯水池、O・C・フィッシャー貯水池、ナスワーシー湖の3つの湖がある。ミドルコンチョ川がサウスコンチョ川に数マイル上流で合流するが、ツインビューツダムによってその合流点が曖昧になってきた。

### 気候
サンアンジェロは亜熱帯亜乾燥ステップ気候（ケッペンの気候区分BSh）と、中高度ステップ気候（同BSk）の境目近くにある。中央テキサスの気候が西テキサスの気候に出遭う所である。気温は年間平均して約15回100°F (38 ℃) に達する。しかし、2011年には100°F (38 ℃) を超えた日が100日あった。氷点下になる日は平均して年間51日ある。雪や霙がふることもあるが、年間数回である。日照日は年251日あり、平均気温は64.9°F (18.3 ℃) である。平均年間降水量は20.45インチ (519 mm) となっている。
| サンアンジェロの気候             | サンアンジェロの気候 | サンアンジェロの気候 | サンアンジェロの気候 | サンアンジェロの気候 | サンアンジェロの気候 | サンアンジェロの気候 | サンアンジェロの気候 | サンアンジェロの気候 | サンアンジェロの気候 | サンアンジェロの気候 | サンアンジェロの気候 | サンアンジェロの気候 | サンアンジェロの気候 |
| 月                               | 1月                  | 2月                  | 3月                  | 4月                  | 5月                  | 6月                  | 7月                  | 8月                  | 9月                  | 10月                 | 11月                 | 12月                 | 年                   |
| -------------------------------- | -------------------- | -------------------- | -------------------- | -------------------- | -------------------- | -------------------- | -------------------- | -------------------- | -------------------- | -------------------- | -------------------- | -------------------- | -------------------- |
| 最高気温記録 °C （°F）           | 33 (91)              | 36 (97)              | 37 (99)              | 42 (107)             | 43 (110)             | 43 (110)             | 44 (111)             | 44 (111)             | 42 (107)             | 39 (102)             | 34 (93)              | 33 (91)              | 44 (111)             |
| 平均最高気温 °C （°F）           | 14.4 (57.9)          | 17.5 (63.5)          | 21.7 (71.1)          | 26.1 (79.0)          | 29.8 (85.6)          | 32.7 (90.8)          | 34.7 (94.4)          | 33.9 (93.1)          | 30.3 (86.6)          | 25.4 (77.8)          | 19.2 (66.5)          | 15.2 (59.3)          | 25.1 (77.1)          |
| 平均最低気温 °C （°F）           | −0.1 (31.8)          | 2.2 (36.0)           | 6.3 (43.3)           | 10.6 (51.0)          | 15.9 (60.6)          | 19.8 (67.6)          | 21.3 (70.4)          | 20.8 (69.4)          | 17.2 (63.0)          | 11.7 (53.0)          | 5.2 (41.4)           | 0.8 (33.5)           | 11 (51.8)            |
| 最低気温記録 °C （°F）           | −17 (1)              | −18 (−1)             | −13 (8)              | −4 (25)              | 2 (35)               | 6 (42)               | 12 (54)              | 7 (45)               | 2 (35)               | −7 (19)              | −11 (12)             | −20 (−4)             | −20 (−4)             |
| 降水量 mm （inch）               | 20.8 (0.82)          | 30 (1.18)            | 25.1 (0.99)          | 40.6 (1.60)          | 78.5 (3.09)          | 64 (2.52)            | 27.9 (1.10)          | 52.1 (2.05)          | 74.9 (2.95)          | 65.3 (2.57)          | 27.9 (1.10)          | 23.9 (0.94)          | 531.1 (20.91)        |
| 出典：National Weather Service'' |                      |                      |                      |                      |                      |                      |                      |                      |                      |                      |                      |                      |                      |

## 人口動態
以下は2010年国勢調査による人口統計データである。
| 基礎データ - 人口: 93,200 人 - 世帯数: 36,117 世帯 - 家族数: 22,910 家族 - 人口密度: 618人/km2（1,601 人/mi2） 人種別人口構成 - 白人: 83% - アフリカン・アメリカン: 5.4% - ネイティブ・アメリカン: 1.4% - アジア人: 1.7% - 太平洋諸島系: 0.02% - その他の人種: 11.3% - 混血: 2.6% - ヒスパニック・ラテン系: 38.5% 年齢別人口構成 - 18歳未満: 23.4% - 65歳以上: 13.8% - 年齢の中央値: 32.8歳 - 性比（女性100人あたり男性の人口） - 総人口: 94.9 | 世帯と家族（対世帯数） - 18歳未満の子供がいる: 27.6% - 結婚・同居している夫婦: 44.2% - 未婚・離婚・死別女性が世帯主: 14.2% - 非家族世帯: 36.6% - 単身世帯: 29.8% - 65歳以上の老人1人暮らし: 11.2% - 平均構成人数 - 世帯: 2.45人 - 家族: 3.05人 収入と家計 - 収入の中央値 - 世帯: 38,777米ドル - 家族: 49,640米ドル - 性別 - 男性: 33,257米ドル - 女性: 26,750米ドル - 人口1人あたり収入: 20,970米ドル - 貧困線以下 - 対人口: 17.4% - 対家族数: 13.9% - 18歳未満: 25.4% - 65歳以上: 10.5% |

## 経済

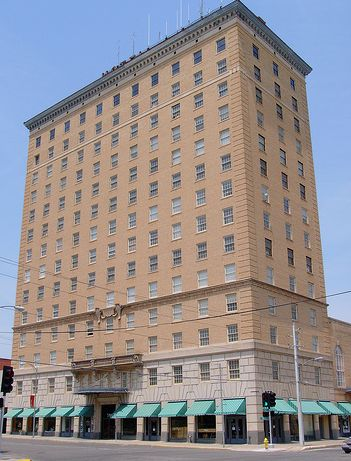
カクタス・ホテル

サンアンジェロは多くの出版物やランキングにおいて、事業と雇用に最善の小都市として挙げられてきた。2013年の雑誌「フォーブス」では「仕事のための最善の都市」で国内第4位となった。2010年のキップリンガーズ・パーソナル・フィナンスは「次の10年間の最善の都市」の1つにサンアンジェロを挙げた。2009年、CNN「マネー」は小事業を始める最善の都市の1つに挙げた。
サンアンジェロはその大きさの割には大変多様な経済である。油田の大半は市の西にあるが、油田関連の会社が市内にあり、市民の雇用数も多い。農業は現在も強い産業である。畜産家オークションは羊と子羊のオークションでは国内最大のものであり、牛のオークションでは国内5傑に入っている。農作業は市域の外で行われるが、牛肉と子羊肉の加工産業で多くの従業員が雇用され、市内では農業支援産業で多くの者が働いている。市内にはアンジェロ州立大学管理指導研究センターと、テキサスA&M大学アグリライフ研究センターおよび出張所といった農業の研究所がある。
通信産業も強い雇用主である。サイテルがコールセンターを構えている。さらにベライゾンや、債券回収会社のパフォーマントリカバリー、およびブルークロスはそれぞれ1,000人以上を雇用している。西テキサスの地域医療の中心でもある。シャノン医療センターとコミュニティ医療センターは3,000人以上を雇用し、西テキサスの広い範囲で医療サービスを行っている。製造業は1990年代から減ってきた。しかしジョンソン・エンド・ジョンソンの事業部であるエシコン、コナー製鉄、ハーシュフィールド製鉄、およびポルトガルのコングロマリットで風力発電機製造のマーティファーなど大企業が今も残っている。
雇用数ではシャノン医療センター、アンジェロ州立大学、グッドフェロー空軍基地が大きい。グッドフェロー空軍基地は地域の最大雇用主である。

## 文化

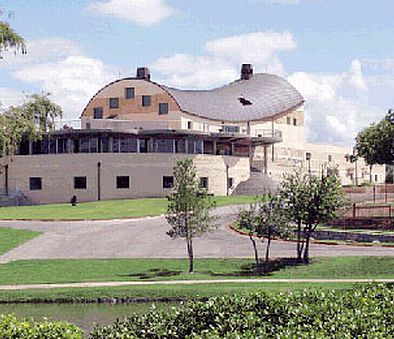
サンアンジェロ美術館

### サンアンジェロ美術館
サンアンジェロ美術館は1999年にサンアンジェロ中心街のコンチョ河岸に、地元で取れた石灰岩と繊維組織が端に出たテキサス・メスキートを使って建設され、開館した。年間85,000人以上の来館者があり、またナショナル・セラミックコンペが開催される。

### チキン農園アートセンター
サンアンジェロの北西にあるチキン農園アートセンターは1971年に設立された。ここには多岐にわたる15人の画家のスタジオがある。

### ギャラリー
サンアンジェロ中心街には様々なギャラリーがある。毎月第3木曜日に開催されるサンアンジェロ・アートウォークではこれらギャラリーの見て歩きがある。その中にはケンドール・アートギャラリー、ルイス・スタジオ、ブラックスワン・ギャラリー、グラス・プリズム、ボニー・ビーズリー・ラグ・ギャラリー、ウールン・コットン・ショップの他、公共の美術会場もある。一般には無料のトロリーサービスもある。

### サンアンジェロ交響楽団
サンアンジェロ交響楽団は1949年に設立され、年間数回の演奏を行っているが、特に7月3日の演奏が白眉である。コンチョ川沿いの屋外施設リバーステージで開催されるこの演奏会にはいつも2万人以上の聴衆があつまる。

### アンジェロ市民劇団
1885年に郡庁舎の時計を買う資金集めのために設立されたアンジェロ市民劇団は、テキサス州最古の市民劇団である。1969年、劇団が入っていた校舎が火事で焼けたので、13年間は様々な場所で公演を行っていたが、1980年に230席のパークウェイ劇場を購入した。毎年5回の劇場公演と1回の巡回夏公演を行い、15,000人の観客を集めている。

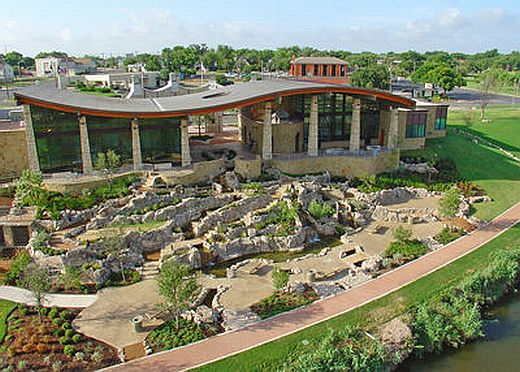
サンアンジェロ観光案内所

### サンアンジェロ市民バレー
サンアンジェロ市民バレーは1983年に設立された。得意な演目は毎年出す『胡桃割り人形』である。

### 演劇
アンジェロ州立大学は毎年の「ジ・アーツ・アットASU」のときに6つの劇を上演し一般公開している。その演目はシアター・アット・ザ・ラウンドでのディナーシアターから、国内唯一の組み立て式劇場を使った当代の演劇まで幅広い。年間を通じて多くのコンサートやリサイタルも開催し、アンジェロ州立大学ギャラリーでは多くの展示もある。大衆はこれら全ての行事に参加し、積極的に支援することが奨励されている。

## スポーツ

フォスター・フィールドでホームゲームを行うサンアンジェロ・コルツ

### アンジェロ・ステート・ラムズ
アンジェロ州立大学はNCAAディビジョンIIに参加している。全ての試合が一般公開されている。野球、バスケットボール、クロスカントリー、フットボール、ゴルフ、サッカー、ソフトボール、陸上競技、バレーボールが行われている。ローンスター・カンファレンスの中では最大かつ最新の施設を持ち、その観客数は常に国内の20傑に入っている。

### サンアンジェロ・バンディッツ
インドア・フットボールのチームであるサンアンジェロ・バンディッツは2012年に設立され、ローンスター・フットボールリーグでプレイしている。ホームゲームは5,260席のフォスター・コミュニケーションズ・コリセウムで開催される。レギュラーシーズンは4月から7月である。

### サンアンジェロ・コルツ
サンアンジェロ・コルツは、ユナイテッドリーグ・ベースボールに所属するマイナーリーグ野球チームである。コルツという名前のチームが最初に設立されたのは1922年だった。現在のチームは2000年からである。1999年に建設された4,200席のフォスター・フィールドでホームゲームを行っている。

## 公園とレクリエーション

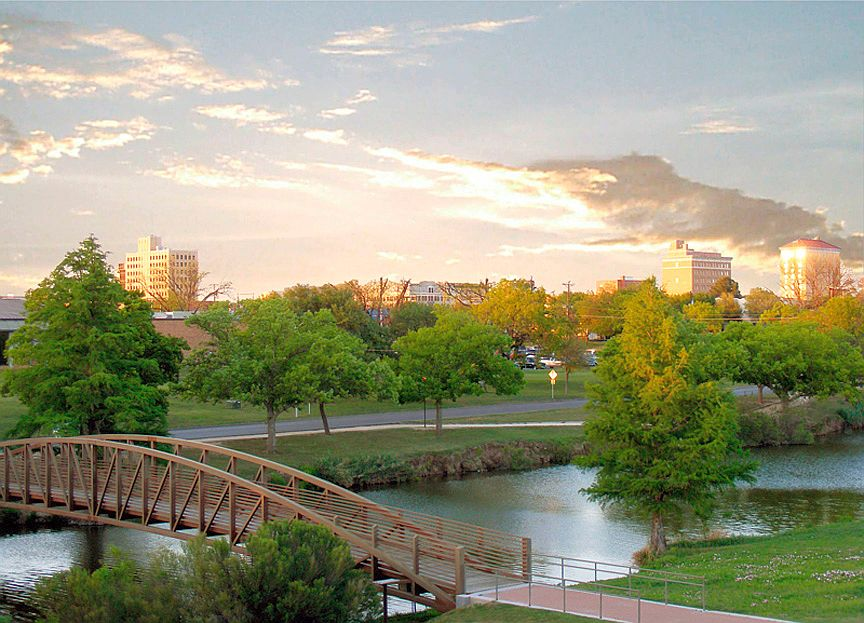
コンチョ川沿いにある公園の歩道橋

### 市立公園
サンアンジェロ市立公園体系は1903年に創設された。現在は32の公園があり、総面積は375エーカー (1.52 km2) 以上ある。川沿いには33エーカー (0.132 km2) のゴルフ場、25の遊技場、25のスポーツ運動場を維持している。
この公園体系のなかでも、中心街からその先まで曲がりくねって流れるコンチョ川リバーフロントの長さ10マイル (16 km) に及ぶ公園が特筆される。この公園には多くの広場、大衆芸術の展示、水の演出がある。市内には国際睡蓮コレクションがある。この公園には300種以上の睡蓮が咲き、世界最大級のコレクションとなっている。市に近い3つの湖の1つ、ナスワーシー湖沿いにも幾つか公園がある。
サンアンジェロ公園体系の父であるアルバート・ニーリー・カーリンは1925年6月15日に初代公園監督官になった。その功績は2013年8月10日付け「サンアンジェロ・スタンダード・タイムズ」紙のコラム「レジャータイムズ」で報告された。記者のカール・ホワイトは、現在アリゾナ州レイクハバスシティに住むカーリンの孫、ウォーレン・ウォルフが書いた自伝から引用している。

### サンアンジェロ州立公園
市内にはサンアンジェロ州立公園がある。広さは7,677エーカー (31.07 km2) あり、テキサス州公園野生生物省が所有管理し、O・C・フィッシャー貯水池の岸にある。州の公式動物であるテキサスロングホーンが生息している。

### サンアンジェロ自然センター
ナスワーシー湖にあるサンアンジェロ自然センターは大衆に公開されている教育センターである。アリゲーター、ボブキャット、プレーリードッグ、リクガメ、および22種のガラガラヘビを含む85種の爬虫類など、固有種や外来種の動物がいる。その中には連邦土地改良局が開発した広さ260エーカー (1.1 km2) のスプリングクリーク湿地があり、長さ7マイル (11 km) の歩道もある。その地形は亜乾燥の環境から清水の湿地まで変化する。スピルウェイ道路近くには長さ1マイル (1.6 km) の自然道も維持されている。

### コンチョ砦
歴史あるコンチョ砦はアメリカ合衆国国定歴史建造物に指定され、サンアンジェロ市が維持している。1867年にアメリカ陸軍が開拓者を守り、重要な交易の道を維持するために設立した。当時敵対的だったコマンチェ族インディアンと度々小競り合いが起こった。今日では修復され、幾つかの博物館が入り、火曜日から日曜日まで公開されている。

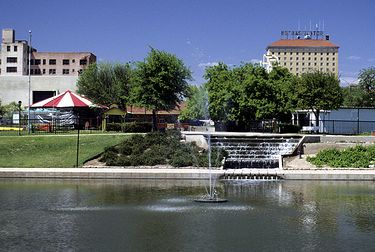
コンチョ川の噴水

### サンアンジェロ家畜ショーとロデオ
サンアンジェロ家畜ショーとロデオは毎年2月18日から28日まで開催されている。1929年に始まり、世界でも最も長く続いているロデオである。国内に知られ、優秀なロデオ競技者が集まり、賞金額では国内10傑に入っている。2011年に発売されたジョージ・ストレートのアルバム「Here for a Good Time」の収録歌「ローンスター・ブルース」にはサンアンジェロが言及されている。

## 教育

### 高等教育機関

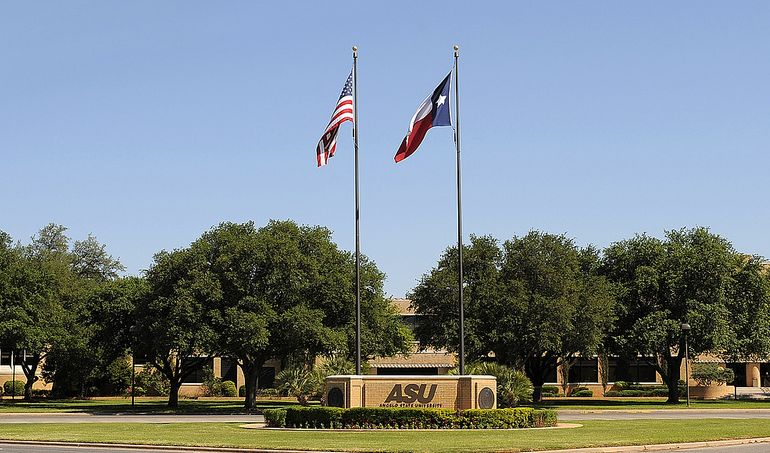
アンジェロ州立大学の主玄関

市内にはアンジェロ州立大学がある。1928年に設立され、テキサス州のほぼ全ての郡、40の州、24の国から約6,900人の学生が集まっている。国内トップクラスの地域大学の1つとして、プリンストン・レビューのベスト373に入っている。州内では他にテキサスA&M大学とテキサス大学が入っているだけである。学士課程はほぼ100、修士課程は23、博士課程1つがある。6つのカレッジに分かれており、実業、教育、教養、看護と医療関連、科学を教え、また大学院がある。2007年時点で、テキサス工科大学システムの会員である。
ビッグスプリングを本拠地にするハワード・カレッジの分校もある。学生数は2,000人以上である。2年制であり、4年制に移行する学生の準備をさせ、また資格や応用科学の準学士を取る技術や職業訓練の分野に特化している。
パーク大学の分校もある。グッドフェロー空軍基地内にある。1989年からコンチョ・バレー地域の高等教育を行っている。パーク大学の主キャンパスはミズーリ州パークビルに1875年に設立された。
アメリカン・コマーシャル・カレッジの分校がある。これは私立営利の専門学校である。7つの資格取得コースを提供している。

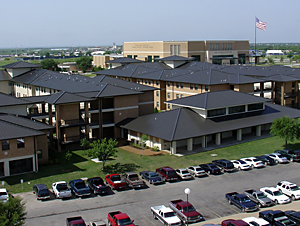
アンジェロ州立大学のテキサン・ホール

### 公共初等中等教育
市域のほぼ全部がサンアンジェロ独立教育学区に入っている。南東の小部分がウォール独立教育学区に、また北西部がグレープクリーク独立教育学区に入っている。中央高校とレイクビュー高校の他、中学校3校、小学校21校がある。

### 私立学校とオールターナティブ教育
市内にはアンブルサイド・サンアンジェロ学校、アンジェロ・カトリック学校など7つの私立学校がある。

## メディア
「サンアンジェロ・スタンダード・タイムズ」は市と西テキサス周辺地域の主要日刊紙である。サンアンジェロ市から配布されるが、市内に印刷所は無く。アビリーン市で印刷されている。

## インフラ

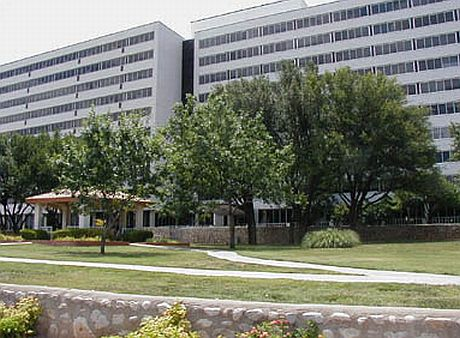
コンチョ川沿いに立つバプテスト記念集合住宅

### 交通
サンアンジェロにはサンアンジェロ地域空港があり、アメリカン・イーグル航空とスカイウェスト航空が毎日定期便を運航している。州内、州間のバス便は、グレイハウンドの提携社としてカービル・バス社とサンセットステージズが中心街のユニオン・バスセンター発着で運行している。どちらも州内、国内の主要都市向けに定期便を運行している。
BNSF鉄道がサンアンジェロを通っている。テキサコ・パシフィコが元はカンザスシティ・テキサス・アンド・オリエント鉄道だったテキサス州交通省の路線を賃貸して運行しているが、現在は保守ができていない状態である。
都市間公共交通はコンチョ・バレー交通地区が運営しており、定期路線は5系統、サンタフェ駅で乗り換えができる。朝6時半から有の6時半まで、月曜から土曜まで運行されている。タクシーは市内5社が運営している。

#### 主要高規格道路
- アメリカ国道67号線
- アメリカ国道87号線
- アメリカ国道277号線
- テキサス州道208号線
- 環状306号線
- FM 2288号線

## 著名な出身者
- カウボーイ・ボブ・エリス : 元カウボーイのプロレスラー。NFLを経てプロレスに転向し、3つの団体で世界ヘビー級王者となった。
- ロス・ロンリー・ボーイズ : サンアンジェロ出身の音楽グループ。グラミー賞を受賞。メキシコ系のロックを演奏するが、ブルース、ソウル、カントリー、テハーノの要素が入っている。
- グレッグ・マダックス : メジャーリーグベースボール選手。サイ・ヤング賞を4回受賞。サンアンジェロで生まれた。
- マシュー・マコノヒー : 俳優。サンアンジェロの近くに牧場を所有。たびたびサンアンジェロでショッピングに訪れている。
- ナンシー・リッチー : プロテニス選手。グランドスラムを6回獲得、2003年に国際テニスの殿堂入り。サンアンジェロで生まれ、現在も住んでいる。弟のクリフもプロテニス選手。